# Margamulya (Bongas)
Margamulya is een bestuurslaag in het regentschap Indramayu van de provincie West-Java, Indonesië. Margamulya telt 7504 inwoners (volkstelling 2010).